# Тренкалье, Анн Алексис Жан
Анн Алексис Жан Тренкалье (фр. Anne Alexis Jean Trenqualye; 1772—1852) — французский военный деятель, полковник (1804 год), барон (1810 год), участник революционных и наполеоновских войн.

## Биография
Начал военную службу 22 июня 1789 года простым егерем в 7-м батальоне лёгкой пехоты. 23 сентября 1791 года стал сержантом, 23 ноября 1791 года — младшим лейтенантом, 20 мая 1792 года — лейтенантом.
12 октября 1804 года получил звание полковника штаба. С 12 сентября 1805 года был начальником штаба в пехотной дивизии Мориса Матьё 7-го армейского корпуса Великой армии. После разгрома дивизии в сражении при Эйлау и её роспуска Императором, 21 февраля 1807 года был назначен начальником штаба 2-й дивизии тяжёлой кавалерии. Участвовал во взятии Кёнигсберга 15 июня 1807 года. 16 марта 1809 года переведён в штаб 4-го армейского корпуса маршала Массена Армии Германии. Принимал участие в Австрийской кампании 1809 года. 3 августа 1809 года вышел в отставку.
6 ноября 1815 года стал советником префектуры Пюи-де-Дом, а в 1827 года — генеральным секретарём.
С 24 января 1822 года по 24 декабря 1823, и с 25 февраля 1824 года по 5 ноября 1827 года был депутатом от департамента Пюи-де-Дом. После Июльской революции 1830 года ушёл из политики.

## Титулы
- Барон Тренкалье и Империи (фр. baron Trenqualye et de l'Empire; декрет от 15 августа 1809 года, патент подтверждён 11 июня 1810 года)[1]

## Награды
Легионер ордена Почётного легиона (5 февраля 1804 года)
 Офицер ордена Почётного легиона (14 июня 1804 года)
 Коммандан ордена Почётного легиона (31 мая 1809 года)